# Ben Folds
Benjamin Scott "Ben" Folds (Winston-Salem, 12 de setembro de 1966) é um cantor e multinstrumentista estadunidense. Participava da banda Ben Folds Five, mas agora é um artista solo e colabora com outros músicos, como "Weird Al" Yankovic, Julia Nunes e Pomplamoose, e com orquestras.
Ben Folds lançou seu primeiro álbum em 1995, como integrante da banda Ben Folds Five, junto com Robert Sledge e Darren Jessee. A banda lançou outros álbuns, o último datado de 1999.
Foi juiz de um reality show da NBC sobre cantores a capella chamado "The Sing Off", participando do programa por cinco temporadas. Também é fotógrafo, defensor da educação artística nas escolas, e é membro da Artist Committee of Americans For The Arts, organização dos Estados Unidos.
Atualmente ele reside em Adelaide, Australia, com a esposa e duas filhas, mas faz tours pelo Japão e Estados Unidos periodicamente.
Sua música Rockin' The Suburbs faz parte da trilha sonora do filme Over the Hedge (br: Os Sem-Floresta — pt: Pular a Cerca) de 2006.
Em 2011, se tornou parte do Hall da Fama da Música da Carolina do Norte, estado dos Estados Unidos.

## Discografia
- Ben Folds Five (1995), Passenger/Caroline
- Whatever and Ever Amen (1997), 550 #42 US
- Naked Baby Photos (1998), Caroline
- Fear of Pop: Volume 1 (1998), 550
- The Unauthorized Biography of Reinhold Messner (1999), 550 #35 US
- Rockin' the Suburbs (2001), Sony #42 US
- Ben Folds Live (2002), Sony #60 US
- Songs for Silverman (2005), Epic (Bonus DVD) #13 US
- Supersunnyspeedgraphic, the LP (2006), Epic
- Way to Normal (2008), Epic #11 US
- Lonely Avenue  (2010), Nonesuch

## Ligações Externas
- Sites oficiais: EUA/Reino Unido Austrália Alemanha Japão
- People's Front of Judea - Fã-Clube Oficial
- Ben Folds Talks The Sing-Off to SportsTownChicago.com